# 경기도의 문화재자료 (제1호 ~ 제100호)
경기도의 문화재자료는 문화재자료 중에서 경기도에 있는 것을 가리킨다.

## 지정 목록

### 제1호 ~ 제100호
| 번호  | 사진 | 명칭                                                              | 소재지                                       | 관리자 (단체)          | 지정일                                                                        | 참조 |
| 1호   |      | 수원향교 (水原鄕校)                                               | 경기 수원시 팔달구 향교로 107-9(교동 43번지) | 향교재단               | 1983년 9월 19일 지정                                                          |      |
| 2호   |      | 양주향교 (楊州鄕校)                                               | 경기 양주시 유양동 266                       | 향교재단               | 1983년 9월 19일 지정                                                          |      |
| 3호   |      | 여주향교 (驪州鄕校)                                               | 경기 여주시 향교1길 28 (교동)                | 향교재단               | 1983년 9월 19일 지정                                                          |      |
| 4호   |      | 평택향교 (平澤鄕校)                                               | 경기 평택시 팽성읍 부용로 17번길 40          | 향교재단               | 1983년 9월 19일 지정                                                          |      |
| 5호   |      | 홍학사비각 (洪學士碑閣)                                           | 경기 평택시 팽성읍 본정1길 8-16              | 이종인                 | 1983년 9월 19일 지정                                                          |      |
| 6호   |      | 청계사 (淸溪寺)                                                   | 경기 의왕시 양지편1로 11(청계동)             | 청계사                 | 1983년 9월 19일 지정                                                          |      |
| 7호   |      | 오정각 (五旌閣)                                                   | 경기 안산시 화정동 29                        | 김용헌                 | 1983년 9월 19일 지정                                                          |      |
| 8호   |      | 사세충렬문 (四世忠烈門)                                           | 경기 안산시 와동 151                         | 김상옥                 | 1983년 9월 19일 지정                                                          |      |
| 9호   |      | 과천향교 (果川鄕校)                                               | 경기 과천시 중앙동 81                        | 향교재단               | 1983년 9월 19일 지정                                                          |      |
| 10호  |      | 파산서원 (坡山書院)                                               | 경기 파주시 파평면 늘노리 235                | 김영수                 | 1983년 9월 19일 지정                                                          |      |
| 11호  |      | 교하향교 (交河鄕校)                                               | 경기 파주시 금릉동 355                       | 향교재단               | 1983년 9월 19일 지정                                                          |      |
| 12호  |      | 반구정 (伴鷗亭)                                                   | 경기 파주시 문산읍 사목리 190                | 황어연                 | 1983년 9월 19일 지정                                                          |      |
| 13호  |      | 광주향교 (廣州鄕校)                                               | 경기 하남시 교산동 227-3                     | 향교재단               | 1983년 9월 19일 지정                                                          |      |
| 14호  |      | 지수당 (池水堂)                                                   | 경기 광주시 중부면 산성리 124-1              | 광주시                 | 1983년 9월 19일 지정                                                          |      |
| 15호  |      | 장경사 (長慶寺)                                                   | 경기 광주시 중부면 산성리 22-1               | 장경사                 | 1983년 9월 19일 지정                                                          |      |
| 16호  |      | 포천향교 (抱川鄕校)                                               | 경기 포천시 군내면 구읍리 176                | 향교재단               | 1983년 9월 19일 지정                                                          |      |
| 17호  |      | 가평하판리지진탑 (加平下板里地鎭塔)                               | 경기 가평군 조종면 운악리 산163              | 현등사                 | 1983년 9월 19일 지정                                                          |      |
| 18호  |      | 운계서원 (雲溪書院)                                               | 경기 양평군 용문면 용문산로192번길 16        | 조정상(조씨종중)       | 1983년 9월 19일 지정                                                          |      |
| 19호  |      | 양근향교 (楊根鄕校)                                               | 경기 양평군 옥천면 향교길 45                 | 향교재단               | 1983년 9월 19일 지정                                                          |      |
| 20호  |      | 지평향교 (砥平鄕校)                                               | 경기 양평군 지평면 지평로 333                | 향교재단               | 1983년 9월 19일 지정                                                          |      |
| 21호  |      | 양평용천리삼층석탑 (楊平龍川里三層石塔)                           | 경기 양평군 옥천면 사나사길 329              | 사나사                 | 1983년 9월 19일 지정                                                          |      |
| 22호  |      | 이천향교 (利川鄕校)                                               | 경기 이천시 창전동 336                       | 향교재단               | 1983년 9월 19일 지정                                                          |      |
| 23호  |      | 양지향교 (陽智鄕校)                                               | 경기 용인시 처인구 양지면 향교로 13번길 20   | 향교재단               | 1983년 9월 19일 지정                                                          |      |
| 24호  |      | 칠장사 (七長寺)                                                   | 경기 안성시 죽산면 칠장리 764                | 칠장사                 | 1983년 9월 19일 지정                                                          |      |
| 25호  |      | 운수암 (雲水庵)                                                   | 경기 안성시 양성면 방신리 85                 | 운수암                 | 1983년 9월 19일 지정                                                          |      |
| 26호  |      | 죽산향교 (竹山鄕校)                                               | 경기 안성시 죽산면 죽산리 314                | 향교재단               | 1983년 9월 19일 지정                                                          |      |
| 27호  |      | 안성향교 (安城鄕校)                                               | 경기 안성시 명륜동 118                       | 안성향교재단           | 1983년 9월 19일 지정                                                          |      |
| 28호  |      | 양성향교 (陽城鄕校)                                               | 경기 안성시 양성면 동항리 114                | 향교재단               | 1983년 9월 19일 지정                                                          |      |
| 29호  |      | 김포향교 (金浦鄕校)                                               | 경기 김포시 북변동 371-1                     | 향교재단               | 1983년 9월 19일 지정                                                          |      |
| 30호  |      | 통진향교 (通津鄕校)                                               | 경기 김포시 월곶면 군하리 220                | 향교재단               | 1983년 9월 19일 지정                                                          |      |
| 31호  |      | 전등사대조루 (傳燈寺對潮樓)                                       | 경기 경기전역 강화군 길상면 온수리 635       | 전등사                 | 1983년 9월 19일 지정, 1995년 3월 1일 해제, 인천 문화재자료 제7호로 재지정     |      |
| 32호  |      | 철종외가 (哲宗外家)                                               | 경기 경기전역 강화군 선원면 냉정리 264       | 염국영                 | 1983년 9월 19일 지정, 1995년 3월 1일 해제, 인천 문화재자료 제8호로 재지정     |      |
| 33호  |      | 원층사지 (原層寺址)                                               | 경기 경기전역 강화군 하점면 이강리 177       | 강화군                 | 1983년 9월 19일 지정, 1995년 3월 1일 해제, 인천 문화재자료 제9호로 재지정     |      |
| 34호  |      | 남양향교 (南陽鄕校)                                               | 경기 화성시 글판동길15번지 18-3              | 경기도 향교재단        | 1983년 9월 19일 지정                                                          |      |
| 35호  |      | 용주사대웅보전 (龍珠寺大雄寶殿)                                   | 경기 화성시 용주로 136 (송산동)              | 용주사                 | 1983년 9월 19일 지정, 2017년 8월 14일 해지, 보물 제1942호로 승격              |      |
| 36호  |      | 용주사천보루 (龍珠寺天保樓)                                       | 경기 화성시 용주로 136(송산동)               | 용주사                 | 1983년 9월 19일 지정                                                          |      |
| 37호  |      | 영월루 (迎月樓)                                                   | 경기 여주시 주내로 13 (상동)                 | 여주시                 | 1983년 9월 19일 지정                                                          |      |
| 38호  |      | 삼막사대웅전 (삼막사대웅전)                                       | 경기 안양시 석수동 산10의1                   | 삼막사                 | 1983년 9월 19일 지정, 1991년 4월 12일 해제, 화재로 소실                       |      |
| 39호  |      | 시흥문원리삼층석탑 (始興文原里三層石塔)                           | 경기 과천시 갈현동 산126-21                  | 보광사                 | 1983년 9월 19일 지정                                                          |      |
| 40호  |      | 진위향교대성전 (振威鄕校大成殿)                                   | 경기 평택시 진위면 진위로 49                 | 향교재단               | 1983년 9월 19일 지정                                                          |      |
| 41호  |      | 이천자석리석불입상 (利川自石里石佛立像)                           | 경기 이천시 설성면 자석리 51                 | 박종길                 | 1983년 9월 19일 지정                                                          |      |
| 42호  |      | 용인공세리오층석탑 (龍仁貢稅里五層石塔)                           | 경기 용인시 기흥구 공세로 81번길 48          | 용인시                 | 1983년 9월 19일 지정                                                          |      |
| 43호  |      | 용인어비리삼층석탑 (龍仁魚肥里三層石塔)                           | 경기 용인시 처인구 이동읍 어비리 산99-2      | 동도사                 | 1983년 9월 19일 지정, 2004년 11월 29일 해제, 인천 유형문화재 제194호로 재지정 |      |
| 44호  |      | 용인미평리약사여래입상 (龍仁彌坪里藥師如來立像)                   | 경기 용인시 처인구 원삼면 미평로 81번길 38   | 심효언                 | 1983년 9월 19일 지정                                                          |      |
| 45호  |      | 안성유명건묘갈 (安城兪命建墓碣)                                   | 경기 안성시 고삼면 삼은리 산2-1              | 유자목                 | 1983년 9월 19일 지정                                                          |      |
| 46호  |      | 안성대농리석불입상 (安城大農里石佛立像)                           | 경기 안성시 대덕면 대농리 91                 | 안성시                 | 1983년 9월 19일 지정                                                          |      |
| 47호  |      | 포천금현리지석묘 (抱川金峴里支石墓)                               | 경기 포천시 가산면 금현리 304-10             | 이상목                 | 1983년 9월 19일 지정                                                          |      |
| 48호  |      | 포천구읍리반월성지 (抱川舊邑裡半月城址)                           | 경기 포천시 군내면 구읍리 산5-1              | 포천시                 | 1998년 2월 20일 지정, 1998년 2월 20일 해제, 사적 제403호로 승격               |      |
| 49호  |      | 용인 주북리 지석묘 (龍仁 朱北里 支石墓)                           | 경기 용인시 처인구 양지면 주북리 825         | 허남훈                 | 1983년 9월 19일 지정                                                          |      |
| 50호  |      | 선수돈대 (船首墩臺)                                               | 경기 경기전역 강화군 화도면 내리 1831        | 강화군                 | 1983년 9월 19일 지정, 1995년 3월 1일 해제, 인천 문화재자료 제10호로 재지정    |      |
| 51호  |      | 망월돈대및장성 (望月墩臺및長城)                                   | 경기 경기전역 강화군 하점면 망월리 2106      | 강화군                 | 1983년 9월 19일 지정, 1995년 3월 1일 해제, 인천 문화재자료 제11호로 재지정    |      |
| 52호  |      | 연천통현리지석묘 (漣川通峴里支石墓)                               | 경기 연천군 연천읍 통현리 339-4              | 연천군                 | 1983년 9월 19일 지정                                                          |      |
| 53호  |      | 추곡리백연암부도 (楸谷里白蓮庵浮屠)                               | 경기 광주시 도척면 추곡리 산25-1             | 백련암                 | 1984년 9월 12일 지정                                                          |      |
| 54호  |      | 이순지선생묘 (李純之先生墓)                                       | 경기 남양주시 화도읍 차산리 산5              | 양성이씨종중           | 1984년 9월 12일 지정                                                          |      |
| 55호  |      | 이천보고가 (李天輔古家)                                           | 경기 가평군 상면 연하리 226                  | 연안이씨종중           | 1984년 9월 12일 지정                                                          |      |
| 56호  |      | 흥국사대웅보전 (興國寺大雄寶殿)                                   | 경기 남양주시 덕릉로1071번길 58(별내동)      | 흥국사                 | 1985년 6월 28일 지정                                                          |      |
| 57호  |      | 한미산흥국사약사전 (漢美山興國寺藥師殿)                           | 경기 고양시 덕양구 지축동 203                | 흥국사                 | 1985년 6월 28일 지정                                                          |      |
| 58호  |      | 가학동지석묘 (駕鶴洞支石墓)                                       | 경기 광명시 가학동 산104                     | 광명시                 | 1985년 6월 28일 지정                                                          |      |
| 59호  |      | 청룡사삼층석탑 (靑龍寺三層石塔)                                   | 경기 안성시 서운면 청룡리 28                 | 청룡사                 | 1985년 6월 28일 지정                                                          |      |
| 60호  |      | 삼막사명부전 (三幕寺冥府殿)                                       | 경기 안양시 만안구 석수1동 241-54            | 삼막사                 | 1985년 6월 28일 지정                                                          |      |
| 61호  |      | 용인 창리 선돌 (龍仁 倉里 立石)                                   | 경기 용인시 처인구 남사면 창리 487-1         | 용인시                 | 1985년 6월 28일 지정, 2016년 11월 8일 명칭 변경                               |      |
| 62호  |      | 용인목신리석조여래입상 (龍仁木新里石造如來立像)                   | 경기 용인시 처인구 원삼면 목신리 7           | 배양자                 | 1985년 6월 28일 지정                                                          |      |
| 63호  |      | 곤지암 (昆池岩)                                                   | 경기 광주시 실촌면 곤지암리 453-20           | 광주시                 | 1985년 6월 28일 지정                                                          |      |
| 64호  |      | 원흥리신라말·고려초기청자요 (元興里新羅末·高麗初期靑瓷窯)         | 경기 고양시 덕양구 원흥동 산88               | 김갑태                 | 1985년 6월 28일 지정                                                          |      |
| 65호  |      | 용인 고안리 분청사기도요지 (용인 고안리 粉靑砂器陶窯址)           | 경기 용인시 처인구 백암면 고안리 산37        | 수원백씨종중           | 1985년 6월 28일 지정, 2016년 11월 8일 명칭 변경                               |      |
| 66호  |      | 망월사천봉당태흘탑 (望月寺天峰堂泰屹塔)                           | 경기 의정부시 호원동 산91                    | 망월사                 | 1985년 9월 20일 지정                                                          |      |
| 67호  |      | 망월사천봉선사탑비 (望月寺天峰禪師塔碑)                           | 경기 의정부시 호원동 산91                    | 망월사                 | 1985년 9월 20일 지정                                                          |      |
| 68호  |      | 용인 맹리 지석묘 (龍仁 孟里 支石墓)                               | 경기 용인시 처인구 원삼면 맹리로148          | 용인시                 | 1985년 9월 20일 지정, 2016년 11월 8일 명칭 변경                               |      |
| 69호  |      | 고양향교 (高陽鄕校)                                               | 경기 고양시 덕양구 고양동 306                | 향교재단               | 1985년 9월 20일 지정                                                          |      |
| 70호  |      | 이평리석불입상 (泥坪里石佛立像)                                   | 경기 이천시 마장면 이평리 267-22             | 이천시                 | 1985년 9월 20일 지정                                                          |      |
| 71호  |      | 행주서원지 (幸州書院址)                                           | 경기 고양시 덕양구 행주외동 162-1            | 고양시                 | 1985년 9월 20일 지정                                                          |      |
| 72호  |      | 강화향교 (江華鄕校)                                               | 경기 경기전역 강화군 강화읍 관청리           | 향교재단               | 1985년 9월 20일 지정, 1995년 3월 1일 해제, 인천 문화재자료 제12호로 재지정    |      |
| 73호  |      | 이해룡고가 (李海龍古家)                                           | 경기 안성시 서운면 청룡리 78                 | 이해룡                 | 1985년 9월 20일 지정                                                          |      |
| 74호  |      | 홍승인고가 (洪承仁古家)                                           | 경기 화성시 정남면 문학리 628등 5필지        | 홍승인                 | 1985년 9월 20일 지정                                                          |      |
| 75호  |      | 기천서원지 (沂川書院址)                                           | 경기 여주시 금사면 이포리 산26-1             | 남양홍씨종친회         | 1987년 2월 12일 지정                                                          |      |
| 76호  |      | 안성도기동삼층석탑 (安城道基洞三層石塔)                           | 경기 안성시 도기동 184                       | 안성시                 | 1989년 6월 21일 지정                                                          |      |
| 77호  |      | 문원리사지석조보살입상 (文原里寺址石造菩薩立像)                   | 경기 과천시 갈현동 126-21                    | 보광사                 | 1989년 6월 21일 지정                                                          |      |
| 78호  |      | 수내동가옥(이택구가옥) (數內洞家屋(李宅求家屋))                   | 경기 성남시 분당구 수내동 84                 | 성남시                 | 1989년 12월 29일 지정                                                         |      |
| 79호  |      | 월산대군사당 (月山大君祠堂)                                       | 경기 고양시 덕양구 신원동 427                | 전주이씨월산대군종친회 | 1989년 12월 29일 지정                                                         |      |
| 80호  |      | 가운동지석묘 (加雲洞支石墓)                                       | 경기 남양주시 미금로189번길 34(지금동)       | 남양주시               | 1990년 9월 6일 지정                                                           |      |
| 81호  |      | 전성부원군이준선생영정 (全城府院君李準先生影幀)                   | 경기 양주시 남면 화산리                      | 전주이씨전성부원군종회 | 1990년 9월 6일 지정                                                           |      |
| 82호  |      | 하남시상사창동연자마 (河南市上司倉洞硏子磨)                       | 경기 하남시 상사창동 346-2                   | 하남시                 | 1991년 10월 15일 지정                                                         |      |
| 83호  |      | 파주향교대성전 (坡州鄕校大成殿)                                   | 경기 파주시 파주읍 파주리 335                | 향교재단               | 1992년 6월 5일 지정                                                           |      |
| 84호  |      | 청주한씨문정공파묘역신도비 (淸州韓氏文靖公派墓域神道碑)           | 경기 성남시 분당구 율동 산2-1                | 청주한씨문정공파종중   | 1994년 4월 20일 지정                                                          |      |
| 85호  |      | 정창손묘역석물 (鄭昌孫墓域石物)                                   | 경기 양평군 양서면 부용리 산37-1             | 동래정씨충정공파종중   | 1994년 4월 20일 지정                                                          |      |
| 86호  |      | 남한산법화사지및부도 (南漢山法華寺址및浮屠)                       | 경기 하남시 상사창동 산97                    | 하남시                 | 1994년 7월 2일 지정                                                           |      |
| 87호  |      | 참성단중수비 (塹城壇重修碑)                                       | 경기 경기전역 강화군 흥왕리 산42-1           | .                      | 1994년 10월 29일 지정, 1995년 3월 1일 해제, 인천 문화재자료 제13호로 재지정   |      |
| 88호  |      | 연산군시대금표비 (燕山君時代禁標碑)                               | 경기 고양시 덕양구 대자동 산10-2             | 고양시                 | 1995년 8월 7일 지정                                                           |      |
| 89호  |      | 양주옥정리선돌 (楊州玉井里선돌)                                   | 경기 양주시 옥정동 627-1,산94-1              | 윤흥로                 | 1995년 8월 7일 지정                                                           |      |
| 90호  |      | 오리이원익종택및관감당 (悟里李元翼宗宅및觀感堂)                   | 경기 광명시 소하2동 1086                     | (주)충현               | 1996년 12월 24일 지정                                                         |      |
| 91호  |      | 공안공정옥형·충정공정응두신도비 (恭安公丁玉亨·忠靖公丁應斗神道碑) | 경기 용인시 처인구 양지면 제일리 산37-1      | 나주정씨월헌공파종회   | 1996년 12월 24일 지정                                                         |      |
| 92호  |      | 문간공김세필묘역일원 (文簡公金世弼墓域一圓)                       | 경기 용인시 수지구 죽전동 산23번지 외        | 경주김씨문간공파종중   | 1999년 4월 2일 지정                                                           |      |
| 93호  |      | 서계박세당사랑채 (西溪朴世堂舍廊채)                               | 경기 의정부시 장암동 197                     | 박찬호                 | 2000년 4월 17일 지정                                                          |      |
| 94호  |      | 안산청문당 (安山淸聞堂)                                           | 경기 안산시 부곡동 261-15                    | 안산시                 | 2000년 4월 17일 지정                                                          |      |
| 95호  |      | 군포동래정씨동래군파종택 (軍浦東來鄭氏東來君派宗宅)               | 경기 군포시 속달동 24-4                      | 정준수                 | 2000년 4월 11일 지정                                                          |      |
| 96호  |      | 용인이주국장군고택 (龍仁李柱國將軍古宅)                           | 경기 용인시 처인구 원삼면 문촌로 242         | 정병하                 | 2000년 3월 24일 지정                                                          |      |
| 97호  |      | 여주해평윤씨동강공파종택 (驪州海平尹氏東岡公派宗宅)               | 경기 여주시 점동면 사곡리 179                | 윤중진                 | 2000년 3월 24일 지정                                                          |      |
| 98호  |      | 임영대군이구묘역및사당 (臨瀛大君李구墓域및祠堂)                   | 경기 의왕시 능안아랫말길 32(내손동)          | 전주이씨임영대군파종중 | 2000년 3월 24일 지정                                                          |      |
| 99호  |      | 의정부2동성당 (議政府2洞聖堂)                                     | 경기 의정부시 의정부2동 429-6번지            | 천주교서울대교구재단   | 2001년 1월 22일 지정                                                          |      |
| 100호 |      | 구서이면사무소 (舊西二面事務所)                                   | 경기 안양시 만안구 안양1동 674-271           | 안양시장               | 2001년 1월 16일 지정                                                          |      |